# Бреван
Бреван (фр. Brevans) насеље је и општина у источној Француској у региону Франш-Конте, у департману Јура која припада префектури Доле.
По подацима из 2011. године у општини је живело 635 становника, а густина насељености је износила 175,41 становника/km². Општина се простире на површини од 3,62 km². Налази се на средњој надморској висини од 220 метара (максималној 235 m, а минималној 200 m).

## Демографија
| 1962. | 1968. | 1975. | 1982. | 1990. | 1999. | 2011. |
| ----- | ----- | ----- | ----- | ----- | ----- | ----- |
| 400   | 440   | 406   | 383   | 610   | 653   | 635   |

График промене броја становника у току последњих година